# えいでんまつり

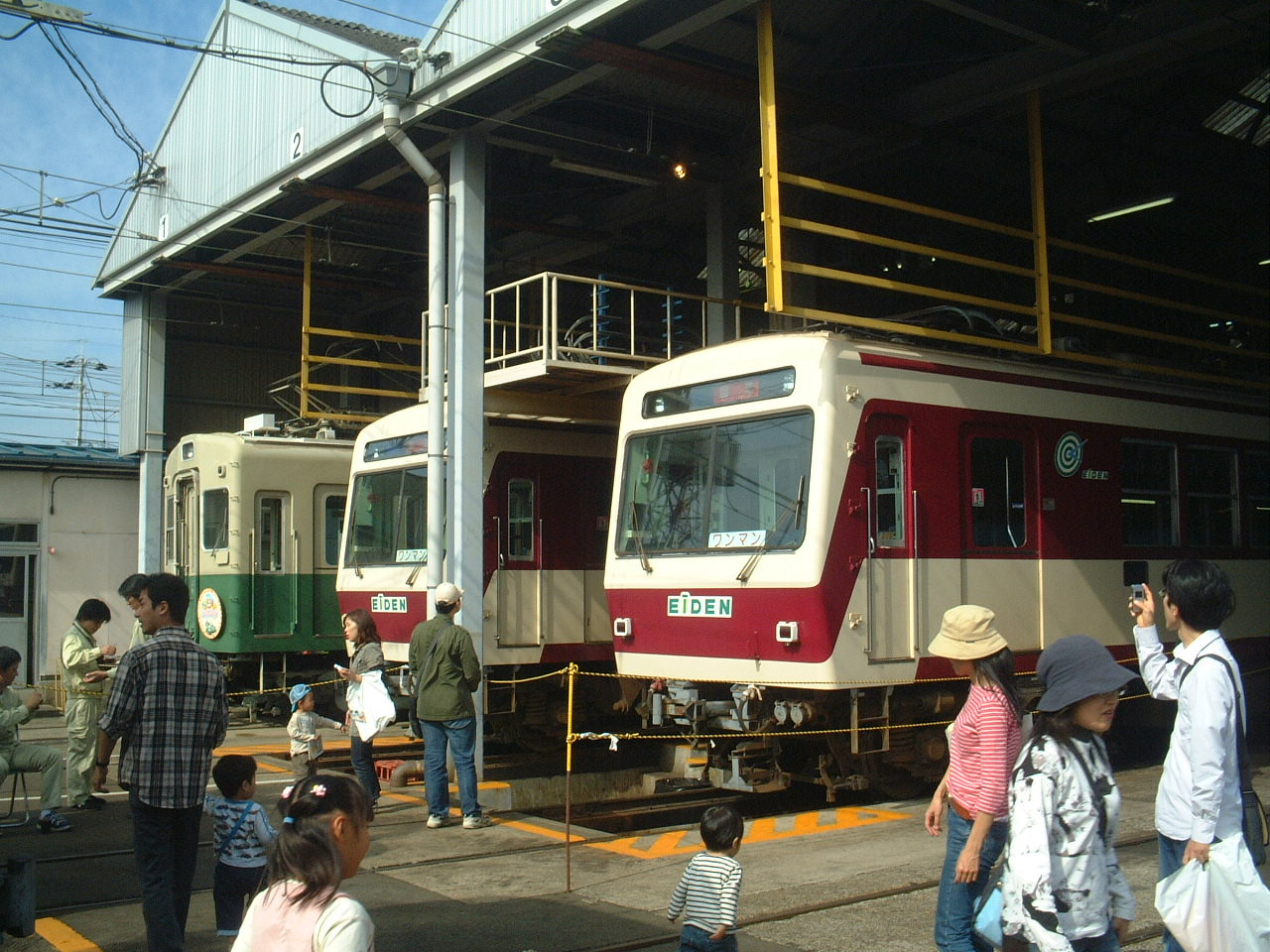
えいでんまつり時の修学院車庫（2006年10月28日）

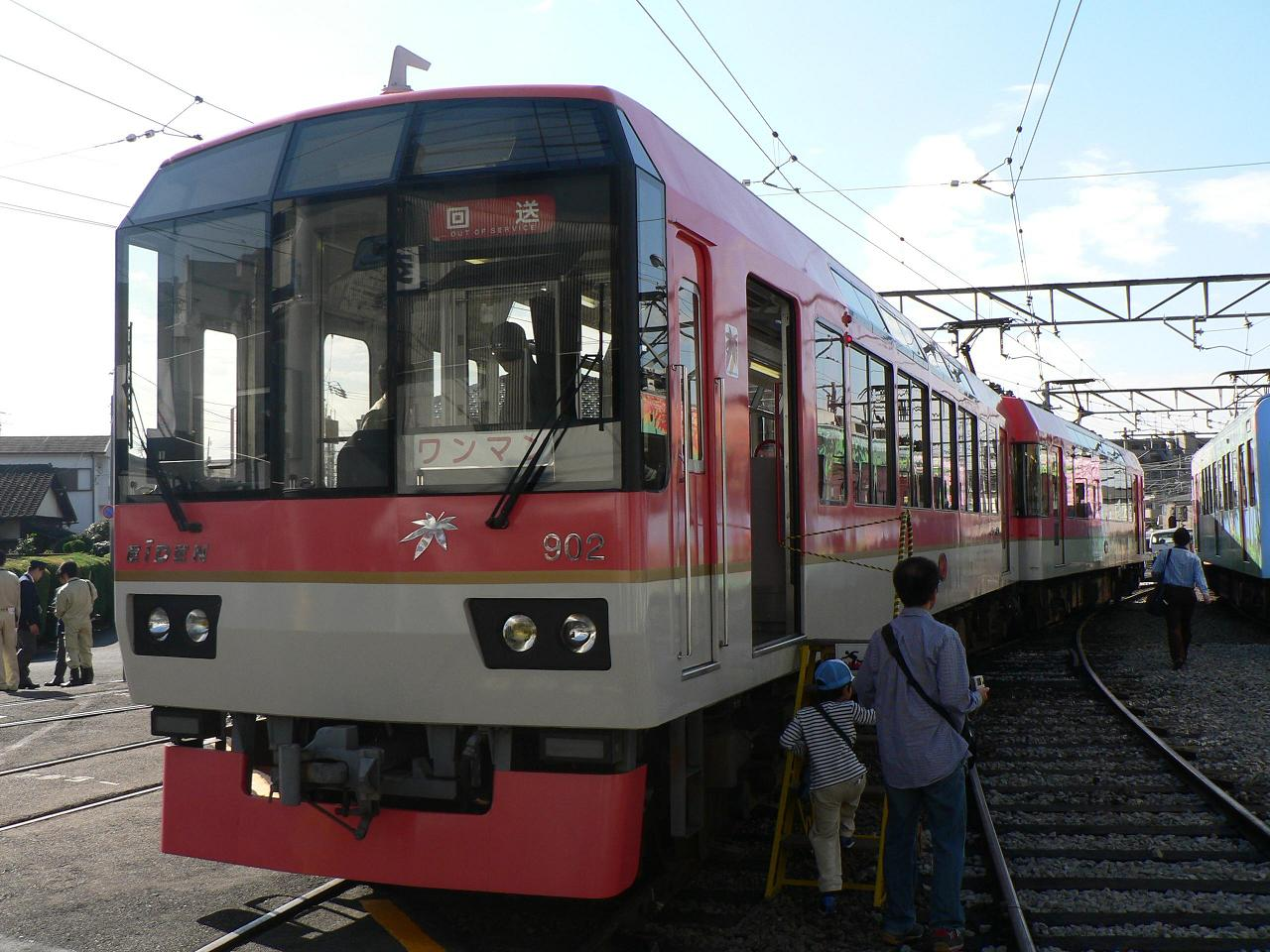
えいでんまつりにて、デオ901-デオ902編成

えいでんまつりは、毎年10月に叡山電鉄修学院車庫で開催される鉄道のイベントである。

## 概要
『鉄道模型in鞍馬』として1996年の第1回2004年の第9回2004年まで、鞍馬駅・修学院車庫の2会場で行われていたが、2005年より『えいでんまつり』と改題されて開催されるようになった。
2005年10月29日に修学院車庫で初開催され、以後毎年10月下旬の土曜日の1日を選んで開催している。
なお、2018年の開催は平成30年台風第21号による沿線災害の復旧により中止となった。

## 主な内容
- イベントトレインの運行（以前は叡山電鉄デオ600形電車で予約抽選制であったが、現在は900系きららで運用されている）
- 車庫内見学、車両展示
- デザイン列車「こもれび」号車内での子供向け学習会。
- 子供向けの制服と制帽を着用して写真撮影会。
- 鉄道模型、プラレール運転。
- 「広がれ！鉄道ネットワーク」全国の鉄道のパンフレットおよびポスターの展示と各社鉄道グッズの販売。
- 縁日コーナー

その他

## アクセス
- 叡山電車修学院駅下車すぐ